# コンセプシオン大学
コンセプシオン大学(英語: University of Concepción，スペイン語: Universidad de Concepción)は、略称UdeCで知られる、チリで最も有名な大学の一つである。チリ大学(1842年創立)、サンティアゴ・デ・チレ大学(1848年創立)に次いでチリ国内では3番目に古い大学であり、チリ伝統大学(チリ国内での重点大学群)にも選ばれている。チリ南部最古でもあり、チリ最初の私立大学でもある。その上、「Southern Cross University Network」(チリ南部大学ネットワーク、スペイン語: Red Universitaria Cruz del Sur)にも所属している大学である。
メインキャンパスはコンセプシオンにあるが、チヤンとロス・アンヘレスにもキャンパスがある。
2012年度のQS University Rankingでは、ラテンアメリカ地域で9位にランクされた。2011年度のCSIC University Rankingでは、チリ国内で2位・ラテンアメリカ地域で19位にランクされており、経済雑誌「América Economía」の2010年度SIR Iberoamerican Rankingではチリ国内で3位にランクされている。 

## 歴史

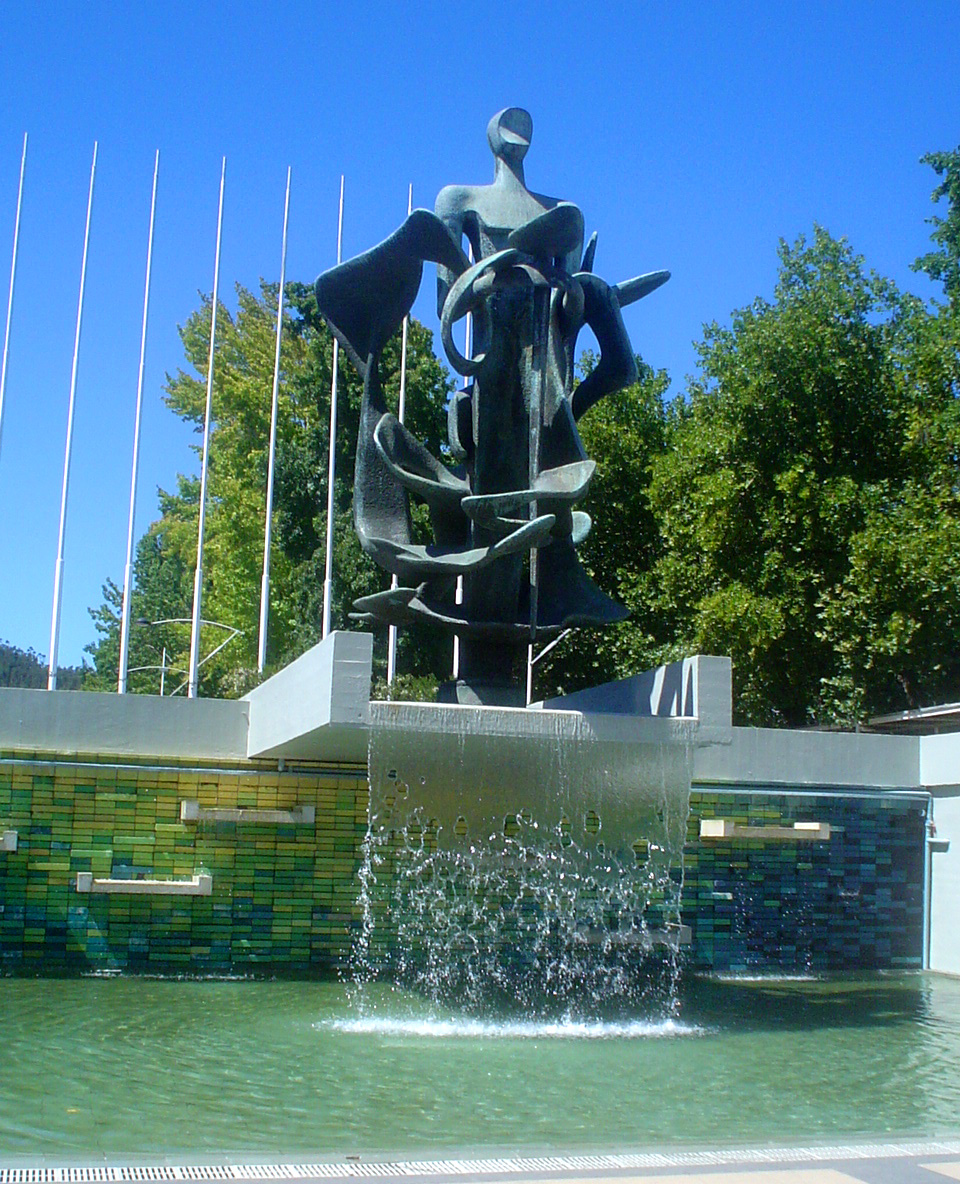
大学フォーラムにある大学の創業者を讃えた彫刻

### 時代背景
19世紀末期から20世紀初頭にかけて、コンセプシオン出身の学生達は、高度な学問を身につけるためには首都のサンティアゴに出なければならなかった事から、チリ南部にも大学を創立しようと嘆願する運動を開始した。しかしこの運動は、非常に高いレベルでの組織作りを要求されたため、長続きしなかった。1917年2月のチリの大手新聞「El Sur」では以下の記事を載せている:
The idea of creating a university cannot yet be possible because of "the lack of organization of those who want to create it".—El Sur, 1917年。

### 大学創立委員会の設立
1917年3月23日、最初の公的な会議が開かれ、コンセプシオン市民の2つの願い(臨床ベッドのある病院と大学の開設)を叶える事を約束した。
討論の後、委員会はこの2つの計画の作成を司ることに着手した。2つの計画は、病院の建設のためには、新たな医科大学を作る事が基となっている点で関連性があった。委員会のメンバーの中にはEnrique Molina Garmendia(大学の初代学長になった), Pedro Nolasco, Edmundo Larenas, Virginio Gómezといった有名な人物も含まれていた。

### 大学創立へ
委員会で提唱された委任状は、チリ国会でも議論され、大学創設が可決された。そして1919年5月14日に大学が創立された。初代学長には、Enrique Molina Garmendiaが就任した。
今日では、大学は「University of Concepción Corporation」に所属する多様な組織から成り立っている。なかでもコンセプシオン宝くじ会社（西: Lotería de Concepción）はメインの組織の一つである。これらの基金によって、コンセプシオン大学はチリの中でも、最も近代的で重要な大学の一つとなっている。

## 大学組織
コンセプシオン大学は、チリ国内に3つのキャンパスがある。コンセプシオン，チヤン，ロス・アンヘレスにある。コンセプシオンにメインキャンパスがある。

### コンセプシオン・キャンパス

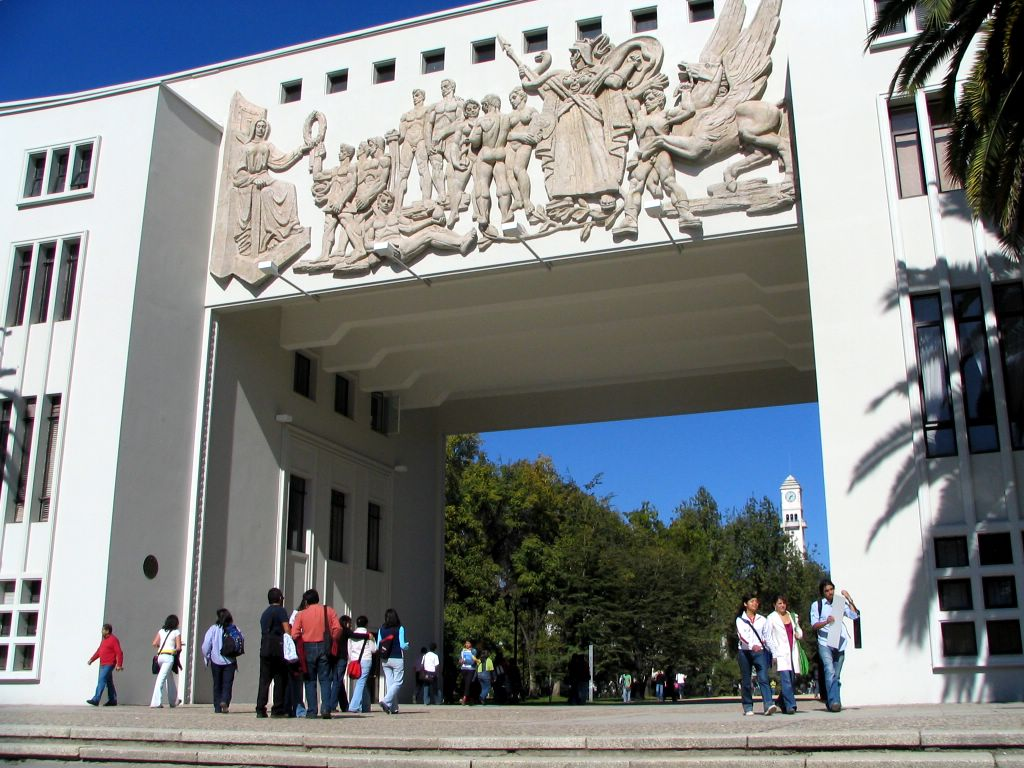
コンセプシオン・キャンパスにある「医学の門（Arco de Medicina）」

大学地区にコンセプシオン・キャンパスは位置している。キャンパス全体でCiudad Universitaria(大学都市)として知られている、美術館,彫刻,公園を含んだ一大施設を形成している。2014年現在、敷地面積は1,425,000 m2(うち校地面積は、239,856m2)である。大学はコンセプシオン市における学術、科学、文化、工業技術、そして研究の中心的存在となっている。Jorge González Camarenaの壁画「Presencia de América Latina」が大学構内の「Casa del Arte」にある。
2010年に、コンセプシオン・キャンパスは20世紀前半に創立された、チリの重要建築文化財の一つに選ばれた。過去100年間に、チリの都市の景観を変え、国民の慣習の質を最も向上させた建築物として「Obra Bicentenario」賞も受賞した。 

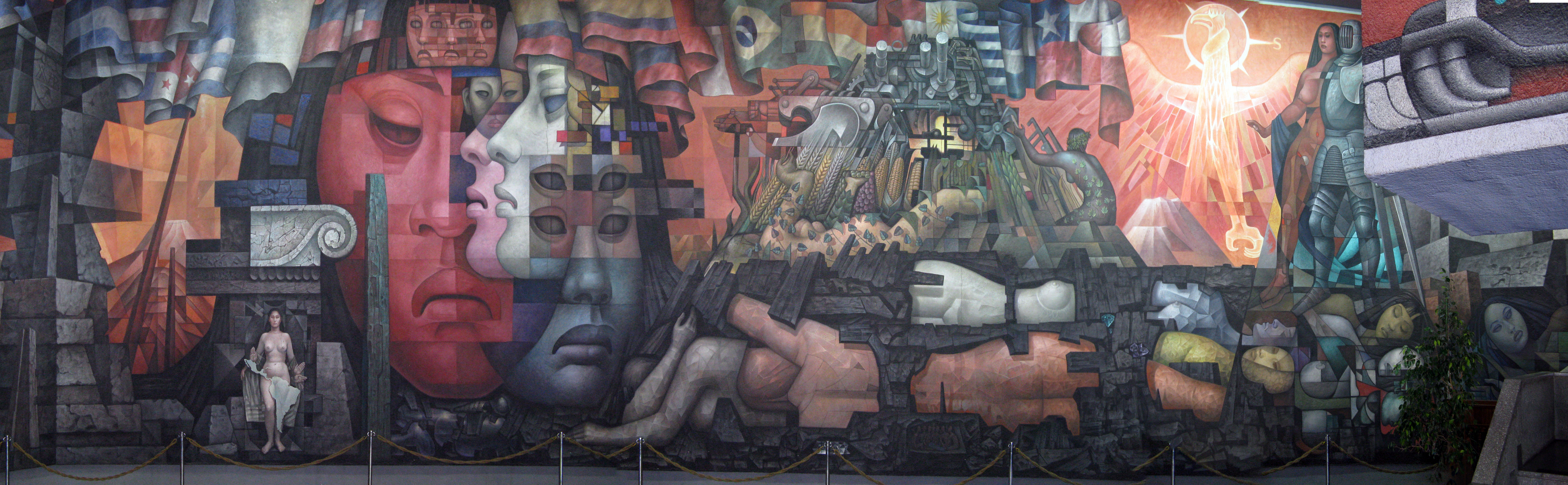
1960年代にメキシコ政府より寄贈された、Jorge González Camarenaの代表作。ラテンアメリカ大陸の長い歴史を通して、ラテンアメリカの人々と文化との連帯を描いている。

### チヤン・キャンパス
チヤン・キャンパスは、1955年に多くの団体(国際連合,米州機構(OAS),欧米の大学など)の支援を受けて創立された。農学分野に特化したキャンパスであり、約2,000人の学生,100人以上の教職員,250人の職員がいる。

### ロス・アンヘレス・キャンパス
ロス・アンヘレス・キャンパスは1962年にビオビオ州の人々が、当時の学長・David Stitchkin Branoverに要請して創立された。現在では1,300人の学生と35人の常勤講師、それにパートタイムの複数の職員がいる。

## 大学校と学部
コンセプシオン大学には、18の大学校及び学部がある。
- 農学部(Department of Agronomy)
- 建築、都市計画及び地理学部(Department of Architecture, Urban Planning and Geography)
- 生物科学部(Department of Biological Sciences)
- 経済・経営大学校(School of Economics and Business Administration)
- 物理・数理科学部(Department of Physical Sciences and Mathematics)
- 森林科学部(Department of Forestry)
- 法学・社会科学部(School of Law and Social Sciences)
- 自然・海洋科学部(Department of Natural and Oceanographic Sciences)
- 化学科学部(Department of Chemical Sciences)
- 社会学部(Department of Social Sciences)
- 獣医学部(School of Veterinary Science)
- 教育学部(School of Education)
- 薬学部(Department of Pharmaceutical Chemistry)
- 人文・美術学部(School of Humanities and Arts)
- 工学部(Department of Engineering)
- 農芸科学部(Department of Agricultural Engineering)
- 医科大学校(School of Medicine)
- 歯科大学校(School of Dentistry)

## 大学運営
現在の学長は、セルヒオ・ラバンチー・メリノである(1998年より)。コンセプシオン大学は、チリ伝統大学の学長協議会に所属している。歴代の学長一覧は下記の通りである。
| 学長                                     | 在任          |
| ---------------------------------------- | ------------- |
| エンリケ・モリナ・ガルメンディア         | 1919年–1956年 |
| ダビド・スティチキン・ブラノベル         | 1956年–1962年 |
| イグナシオ・ゴンサレス・ヒノウベス       | 1962年–1968年 |
| ダビド・スティチキン・ブラノベル         | 1968年        |
| エドガルド・エンリケス・フロッデン       | 1969年–1972年 |
| カルロス・ボン・プレッシング・バエンチュ | 1973年        |
| ギジェルモ・ゴンサレス・バスティアス     | 1973年–1975年 |
| エインリク・ロチュナ・ビオラ             | 1975年–1980年 |
| ギジェルモ・クレリクス・エッチェゴジェン | 1980年–1987年 |
| カルロス・ボン・プレッシング・バエンチュ | 1987年–1990年 |
| セサル・アウグスト・パラ・ムニョス       | 1990年–1997年 |
| セルヒオ・ラバンチー・メリノ             | 1998年–       |